# 亨里克·尼尔松
亨里克·尼尔松（瑞典語：Henrik Nilsson，1976年2月15日—），瑞典男子皮划艇运动员。他曾代表瑞典参加1996年、2000年、2004年和2012年夏季奥林匹克运动会皮划艇比赛，获得一枚金牌。